# Умерени тревни, саванни и храстови биоми
Умерени тревни, саванни и храстови биоми са биом, един от основните хабитатни типове във физикогеографската класификация на Световния фонд за природата.
Характерни са за областите в умерения пояс със сравнително ниски годишни валежи, които не позволяват развитието на гори. Към този биом спадат степите в Евразия, прериите в Северна Америка, пампасите в Южна Америка. Доминиращи обикновено са тревни видове, а дърветата са редки и обикновено концентрирани около теченията на реките.